# Microcebus margotmarshae
Il microcebo di Margot Marsh (Microcebus margotmarshae Louis, Engberg, McGuire, McCormick, Randriamampionona, Ranaivoarisoa, Bailey, Mittermeier e Lei, 2008) è una specie di microcebo endemica del Madagascar. Il suo olotipo è stato catturato per la prima volta il 21 maggio 2006, riconosciuto come una specie nuova nello stesso anno da Andriantompohavana et al., e descritto ufficialmente nel 2008 da E. Louis Jr. et al. Secondo le analisi genetiche, è distinto geneticamente dalla sua specie sorella più strettamente imparentata, il microcebo di Claire (M. mamiratra).

## Etimologia
La specie ha ricevuto l'epiteto specifico margotmarshae in onore di Margot Marsh, che nel corso della sua vita contribuì generosamente a finanziare iniziative a favore della conservazione dei primati in numerosi paesi. Alla sua morte, avvenuta nel 1995, venne fondata la Margot Marsh Biodiversity Foundation, istituita con lo scopo di continuare a sostenere i suoi progetti per la salvaguardia dei primati a rischio di estinzione.

## Descrizione
Il microcebo di Margot Marsh pesa circa 41 g, ma il suo peso, come presso altri microcebi, subisce variazioni a seconda delle stagioni. L'olotipo della specie, catturato il 21 maggio 2006, pesava 49,0 g, aveva una lunghezza testa-corpo di 8,4 cm e una coda di 14,3 cm. Sempre nello stesso esemplare la testa misurava 3,2 cm, il muso 9,5 mm e ciascun orecchio 15,4 mm di lunghezza e 8,7 mm di larghezza.
Sulla regione dorsale e sulla coda, il pelo appare di colore prevalentemente arancio-rossastro, con sfumature grigie. La superficie ventrale, invece, è di colore variabile dal bianco al crema. La testa è per lo più di colore arancio-rossastro vivo, e le orecchie sono piccole. Il muso e il pelo attorno agli occhi sono di colore marrone chiaro, e alla base del naso, tra gli occhi, è presente una piccola macchia di colore bianco brillante.

## Distribuzione e habitat
Il microcebo di Margot Marsh vive nella riserva forestale di Antafondro, situata a sud del fiume Andranomalaza e a nord del fiume Maevarano, nella provincia malgascia di Antsiranana.
Alla sua estremità settentrionale, l'areale del microcebo di Margot Marsh confina con quello del microcebo di Sambirano (M. sambiranensis), che si interpone come una sorta di barriera tra questa specie e la sua specie sorella più prossima, il microcebo di Claire (M. mamiratra), diffuso più a nord.

## Conservazione
La IUCN Red List classifica Microcebus margotmarshae come specie in pericolo di estinzione (Endangered).